# 馬鐵全月通
馬鐵全月通（英文：Ma On Shan Rail One-Month Pass）是香港九廣鐵路為推廣乘客使用馬鐵（現港鐵屯馬綫大圍至烏溪沙站）而推出的優惠車票，為透過八達通而使用的月票。

## 用途
馬鐵全月通是在購買時記錄在八達通卡上，憑該有記錄的八達通，可以在有效月份無限次由馬鐵各站（現稱屯馬綫大圍至烏溪沙站） 來往馬鐵（現稱屯馬綫大圍至烏溪沙站）其餘各站及東鐵綫尖東站至上水站（普通等），亦可免費轉乘東鐵綫接駁巴士 及新巴701線。

## 注意事項
- 持馬鐵全月通的乘客使用東鐵頭等服務，須繳付車費差額[4]。乘客如前往羅湖及馬場站，會被扣除八達通正價車費。
- 為求防止乘客「出完再入」，在離開一個站後，必須在20分鐘後方可再進入同一車站[5]，否則會被扣除第二程八達通正價車費。

## 有效期
馬鐵全月通有效期由每月1日至該月最後一日，發售日期通常為前一個月的最後7天至該月的首7天。

## 售價
馬鐵全月通的劃一售價為HK$200。馬鐵全月通可於東鐵 及馬鐵（現屯馬綫大圍至烏溪沙站）車站票務處購買。
於前1個月購買馬鐵全月通的乘客可於使用期屆滿前，繼續購買馬鐵全月通或以優惠價HK$300購買下個月之東鐵全月通，但不可再轉換東鐵或馬鐵全月通。

## 歷史
- 2005年12月16日，九鐵推出「馬鐵全月通」，首個適用月份為2006年1月。此舉是為了增加馬鐵客量，而是次月票計劃乃試驗性質，為期六個月的優惠推廣項目。
- 2006年6月5日，因吸引了東鐵乘客轉乘馬鐵來往車公廟站再繼續原行程而未能達致收支平衡，九鐵宣布馬鐵全月通停止發售，最後一個適用月份為該年6月。九鐵發言人指馬鐵全月通推出後首4個月，只能額外吸引2000名乘客，是原定目標的一半，平均每月虧損60萬，若計劃繼續，必須由其他九鐵乘客補貼。[6]

## 註解及參考資料
1. ↑  車公廟站至烏溪沙站。大圍站並不包括在內，大圍站屬於東鐵綫沿線車站
2. 1 2  羅湖及馬場站除外
3. ↑  K11線(2007年1月15日起停辦)及星期日及公共假期行走的K12線除外
4. ↑  即頭等八達通車費與普通等八達通車費之差額
5. ↑  以每次出閘後至入閘前計算
6. ↑  香港電台中文新聞頻道[永久]

## 外部連結
- . 九廣鐵路公司. 2005年12月23日  [2009-08-06]. （原始内容存档于2006年1月5日） （中文（香港））. （页面存档备份，存于）